# Cupra

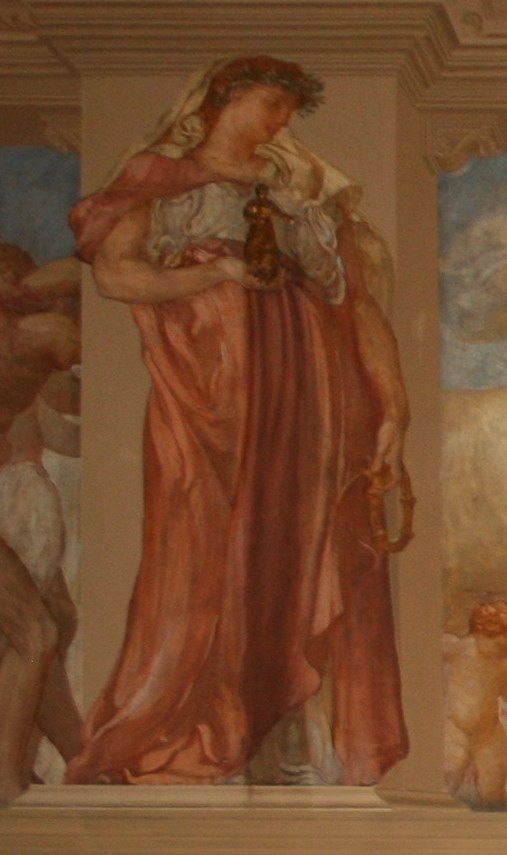
La dea Cupra in un dipinto di Adolfo de Carolis nel Palazzo del Governo di Ascoli Piceno

Cupra, chiamata anche Cubrar (nome umbro), Ikiperu (nome piceno), Kypra o Supra, è una divinità italica presso gli antichi umbri e i piceni, una delle grandi madri. 
È dea ctonia, delle acque e della fecondità identificabile con la Uni degli etruschi o ad Astarte. I Romani la videro invece come la propria Bona Dea. 
Corrisponde anche alla Cibele anatolica, importata dai Romani e successivamente identificata a Cubrar.

## Origini
Probabilmente derivato da cup cioè "desiderio", da cui anche Cupido, l'epiteto "Cupra" risale all'antichità paleoumbra e sarebbe stato originariamente a designare una divinità regale.
Per i rapporti che ebbero i Piceni con numerosi popoli del mare, l'etimologia del nome deriverebbe dal greco Kupria o Cypria usato come attributo di Afrodite, ma che si trova a Gubbio come attributo di Marte; secondo altre ipotesi dall'isola di Cipro dove il culto di Afrodite era molto forte. 
Per il mondo romano, che identificava Cupra con Bona Dea, Marco Terenzio Varrone ci consente di stabilire il parallelismo grazie alla glossa secondo cui "cyprum sabine bonum", che vale a dire "cuprum corrisponde al latino bonum".

## Testimonianze del culto
Il Tempio della DEAE CUPRAE, massima divinità della civiltà picena nel periodo arcaico, fu eretta sulla sponda sinistra del fiume Tesino, nel territorio di Cvprae Fanvm, oggi Grottammare. Il tempio fu restaurato nel 127 d.C., per volontà dell’Imperatore Adriano: lo testimonia una lapide del periodo romano, sita nell’odierna chiesa di San Martino. Al loro avvento, i Benedettini edificarono la chiesa di San Martino sui ruderi del tempio, i cui resti in opus caementicium sono visibili ancora oggi davanti alla chiesa. Edifici e altri oggetti dedicati al culto di Cupra sono stati ritrovati presso la scomparsa città di Plestia e le conservate Cupra Marittima e Cupra Montana, che pure dalla dea presero nome, e nei comuni di Ripatransone e di Belmonte Piceno.
Nel museo di Colfiorito sono conservate quattro lamine bronzee del IV secolo a.C. con dediche alla dea Cupra nominata Matres Plestinas: Cuprasmatres plestinas sacru esu. Nella "lamina di Fossato", conservata presso il museo archeologico di Perugia, datata alla seconda metà del II secolo a.C., è inciso in umbro, tra l'altro: Cubrar Matrer Bio Eso, che tradotto significa "questa conduttura appartiene alla madre Cupra".
Seppur ancora in attesa di analisi approfondita, i resti ritrovati presso Massignano potrebbero attribuirsi a un importante luogo di culto della dea.

## Note

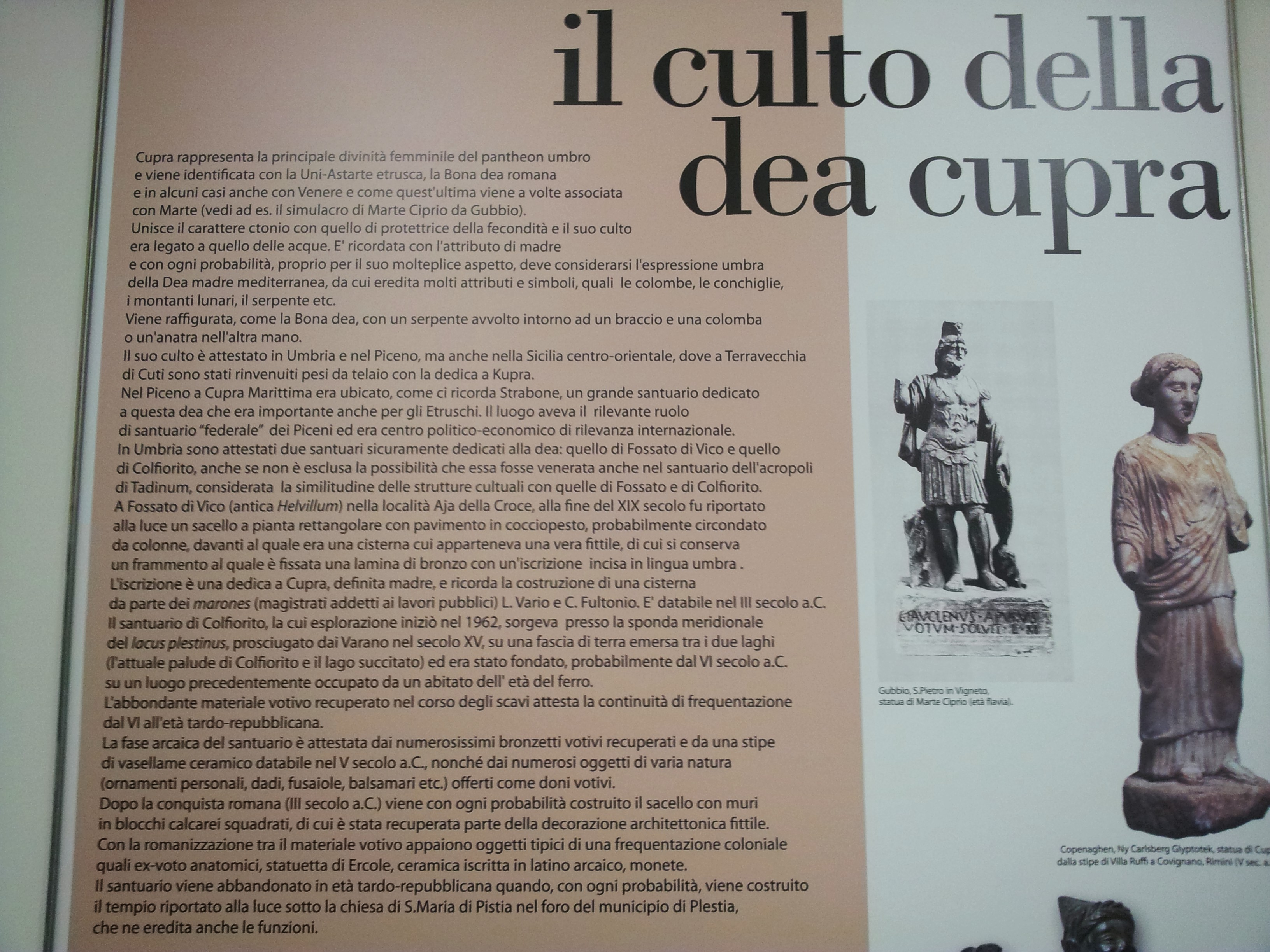
Pannello informativo nel MAC Museo Archeologico di Colfiorito (PG), Italia